# Alocobisium ocellatum
Espèce
Alocobisium ocellatum est une espèce de pseudoscorpions de la famille des Syarinidae.

## Distribution
Cette espèce se rencontre en Inde et en Thaïlande.

## Publication originale
- Beier, 1978 : Zwei neue orientalische Pseudoscorpione aus dem Basler Museum. Entomologica Basiliensia, vol. 3, p. 231-234.